# Christian Jacobsen
Christian Jacobsen (18. juli 1896 på Als – ?) var en dansk sønderjyde, som gjorde tjeneste i 1. verdenskrig.

## Biografi
Christian Jacobsens forældre var Jørgen Jacobsen og Kjestine Grau, der drev landbrug. Moderen døde inden han fyldte et år, og faderen giftede sig med sin hustrus søster, som døde da han var seks år gammel. 
Han var til session i juni 1915 og blev taget til infanteriet. I november 1915 blev han indkaldt, og uddannet i Rendsborg. I begyndelsen af juni 1916 afgik han til Frankrig, hvor han tjenestegjorde forskellige steder bag fronten. I slutningen af juli blev han tildelt Infanteri-regiment nr. 85. Med det afgik han til fronten. Regimentet blev i begyndelsen af august indsat ved Somme, hvor den britisk-franske offensiv var i gang. Den 31. august blev hans kompagni voldsomt beskudt af fransk artilleri og måtte derfor trække sig tilbage med svære tab. Blandt de savnede var Christian Jacobsen.
Hans breve er blevet renskrevet og stillet til rådighed i fuld omfang af Christian Jacobsens nevø, Jørgen H. Møller, Assens. Renskriften er tillempet nudansk retstavning, men særlige udtryk og dialekt er så vidt muligt søgt bevaret.